# Montserrat Cervera Rodon
Montserrat Cervera Rodon (Barcelona, 27 de julio de 1949) es una activista antimilitarista, feminista y por la salud de las mujeres catalana, implicada en diversas acciones y campañas feministas como el derecho al aborto. 

## Biografía
Es licenciada en Historia Contemporánea por la Universidad de Barcelona especializada en la historia oral de las mujeres. 

### Trayectoria profesional
Su vida profesional ha estado siempre ligada a espacios y grupos feministas no gubernamentales, en especial el Centro de Análisis y Programas Sanitarios (Caps) https://www.caps.cat/ donde trabajó desde 1997, durante 25 años en relación con la salud de las mujeres desde una perspectiva feminista.

### Trayectoria activista
Militó en la Liga Comunista Revolucionaria (LCR) durante los años de lucha antifranquista a través de los movimientos universitarios y el sindicato de estudiantes. Fue encarcelada en Madrid durante casi tres años a raíz de su detención durante la preparación de una manifestación, motivo por el cual no pudo asistir a las Jornadas Catalanas de la Mujer de 1976, aunque siguió su repercusión. Salió en libertad en noviembre de 1976 y se unió a una vocalía de mujeres; desde entonces, continuó vinculada a los movimientos feministas y a la lucha por la liberación de la mujer.
Participa en redes de mujeres por la salud (tanto en la RedCAPS como en la Xarxa de Dones per la Salut en Cataluña). Forma parte del consejo asesor de la revista Mujeres y Salud (MyS). Participa en el espacio feminista de Ca la Dona, en el grupo antimilitarista Dones per Dones, en la Xarxa (red) Feminista de Catalunya, y en Novembre Feminista.

#### Acampada de mujeres en Tortosa
En el año 1985, en torno al 24 de mayo, día internacional de las Mujeres por la Paz y el Desarme, con la organización de Dones Antimilitaristes (DOAN) y el apoyo de muchos grupos feministas, organizaron un tren de mujeres y una acampada de protesta contra los ejércitos y contra la construcción de una academia militar para mujeres en Tortosa. La movilización, llena de fuerza y alegría, tuvo un impacto muy grande en lo vivencial y en lo político, provocando una crisis de gobierno municipal y haciendo que el PP pasara a la oposición.
En el año 1987, con el grupo DOAN, estuvo en el campamento pacifista de mujeres en Greenham Common, una referencia muy importante para todo el movimiento antimilitarista.